# Les Quintuplés
Les Quintuplés (Quintuplets) est une série télévisée américaine en 22 épisodes de 22 minutes, créée par Mark Reisman et diffusée entre le 16 juin 2004 et le 12 janvier 2005 sur le réseau FOX.
En France, la série a été diffusée à partir du 29 octobre 2007 sur TF1.

## Synopsis
La famille Chase se compose de Carole et Bob les parents et leurs cinq enfants âgés de 15 ans : Paige, Penny, Parker, Patton et Pearce. Tous les cinq ont des caractères bien différents. Cette série nous montre leur vie de tous les jours.

## Distribution
- Andy Richter (VF : Jean-François Kopf) : Bob Chase
- Rebecca Creskoff (VF : Clara Borras) : Carol Chase
- Sarah Wright (VF : Fily Keita) : Paige Chase, la blonde
- April Matson (VF : Marie-Eugénie Maréchal ) : Penny Chase, la brune à lunettes
- Jake McDorman (VF : Sébastien Desjours) : Parker Chase, le sportif
- Ryan Pinkston (en) (VF : Dimitri Rougeul) : Patton Chase, le plus petit
- Johnny Lewis (VF : Christophe Lemoine) : Pearce Chase, le rêveur de service
- Alice Greczyn (VF : Jessica Barrier) : Alayna Collins

- Version française
  - Société de doublage : Studio SOFI[2]
  - Direction artistique : Jean-François Kopf[2]
  - Adaptation des dialogues : Marie-Cécile Canneva et Marie Laroche[2]

Source VF : Doublage Séries Database

## Épisodes
1. Cinq ça suffit ! (Pilot)
2. La Cave à virus (Quintagious)
3. Question à la taille (Little Man on Campus)
4. Bataille téléphonique (Lord of the Cell)
5. Les Quintuplés contre quintuplés (Disdainfully The Helbergs)
6. Chaussure à son pied ! (Get a Job)
7. Le Grand Bal (Swing, Swing, Swing)
8. Shakespeare au lycée (Shakespeare in Lust)
9. Les Rois de cour (The Sixth Quint)
10. Quand le courant passe... ! (Love, Lies and Lullabies)
11. Familles nombreuses (Quint Con)
12. La Bataille des groupes (Battle of the Bands)
13. Mauvais calcul (Working It)
14. Soirée de folies (Boobs On The Run)
15. Cours particuliers (Teacher's Pet)
16. La dinde... de la farce (Thanksgiving Day Charade)
17. Têtes à têtes (Date Night)
18. Virée de Noël (Bob and Carol Save Christmas)
19. Télé réalité ( Where Are They Now?)
20. Cours de dance (Shall We Fight)
21. Lettres à Sylvia (Chutes and Letters)
22. Lutte inégale (The Coconut Kapow)